# 印度南部
印度南部是指在今日印度共和國南部的安得拉邦、特伦甘纳邦、卡纳塔克邦、喀拉拉邦、泰米爾納德邦五個邦以及拉克沙群岛和本地治里兩個联邦属地組成的範圍，共佔整個印度的面積達19.31%。在印度國歌《人民的意志》歌詞裡的一句「以至达罗毗荼」（draviḍa）所指的就是這裡。
印度南部位於德干高原以南的半島，西面被阿拉伯海包圍，南面是印度洋，東面是孟加拉灣。當地的地理多樣：它被東、西高止山脈兩邊包夾，中心地帶是高原。戈達瓦里河、克里希納河、棟格珀德拉河及高韦里河均為當地重要的非常年水源。
印度南部居民的日常語言絕大多數均屬於达罗毗荼语系，不論是泰卢固语、泰米尔语、卡纳达语、马拉雅拉姆语還是图卢语。在印度南部過往的歷史中，它曾經被不同的王朝所統治過；而這些王朝所管治的地域亦延伸至整個南亞，甚至東南亞。在印度鄰近的斯里蘭卡、新加坡、菲律賓、印尼、泰國及馬來西亞均曾受過來自印度南部的王朝的影響。後來，在大英帝國於南亞擴張其勢力時，印度南部亦被英屬東印度公司殖民化，淪為英國的殖民地，並被整合到大英帝國之內。
印度独立之後， 雖然國家經歷數十年的動蘯歲月，但印度南部各邦的經濟發展在過往三十年均比全國平均增長率為高。雖然印度南部各邦在部份社會經濟發展指標均有改善，但經濟差距、文盲和貧窮對這地區的影響，就如同對國家其他地區的影響一樣。農業是地區國內生產淨值的最大貢獻者，而資訊科技則是增長最快速的工業。歷經兩千多年的演化，當地的文學和建築風格，均有別於印度的其他地區。在印度南部的政治生態，與整個印度不同的是：全國性政黨並未有取得主導，而是由較細小的地區政黨主導。另外相較於印度北部的種族衝突或是治安動盪，印度南部這兩方面的問題都要比印度北部要來的輕微許多。
印度南部在社會及經濟發展方面的排名，其生育控制及基建發展均在全國有最高排名；印度南部的生育率為 1.9，是全印度最低。

## 圖片集

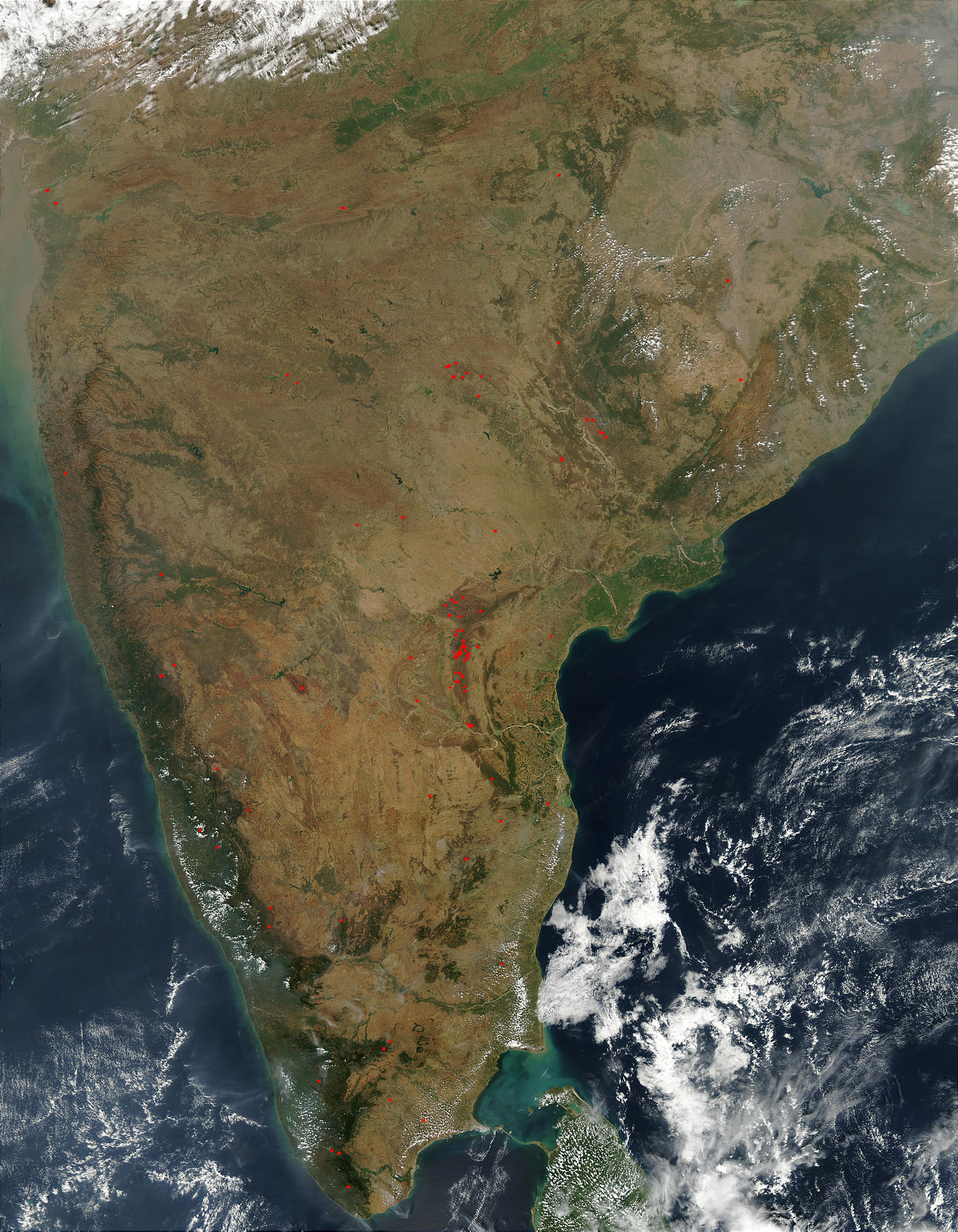
衛星照片
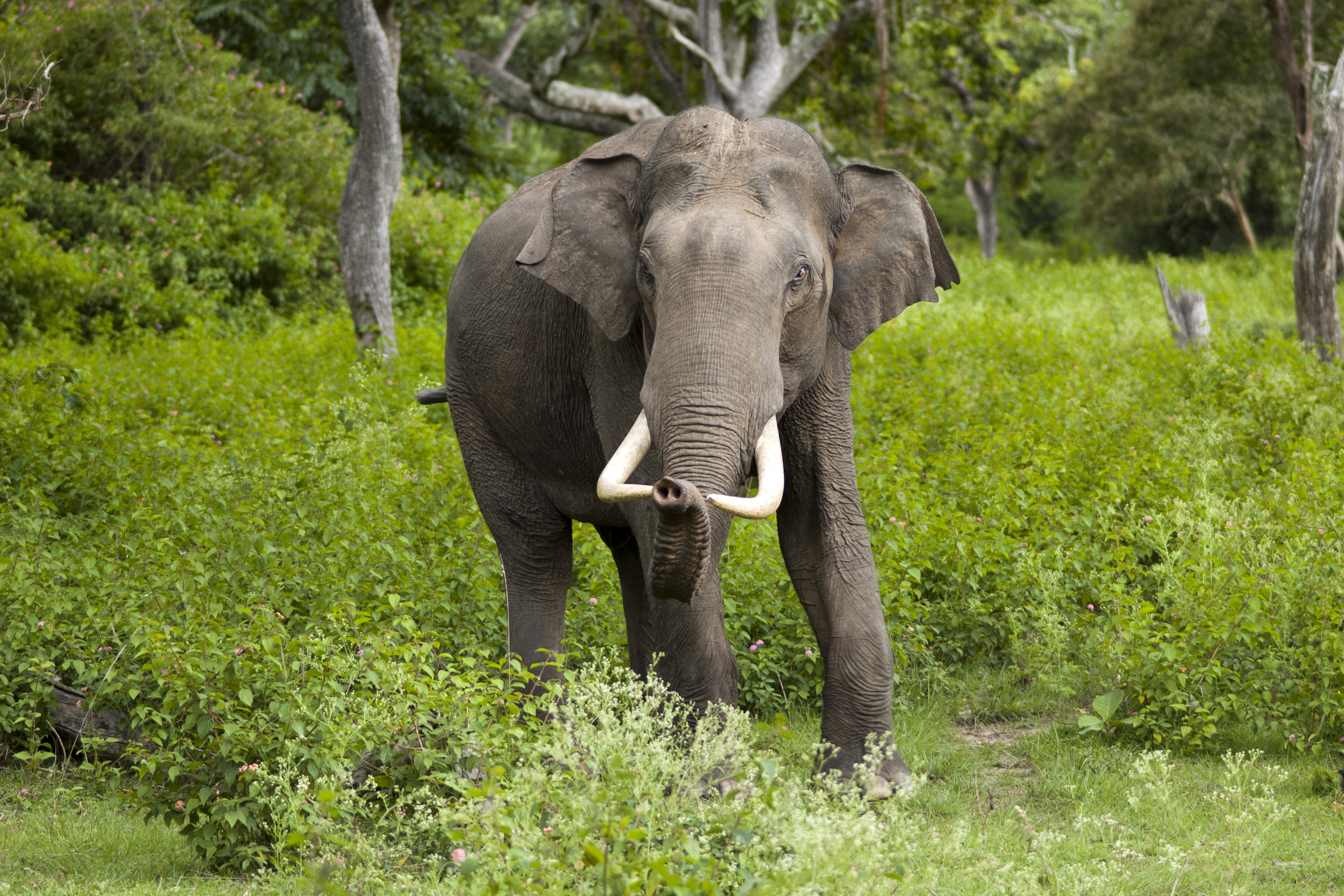
印度南部的象
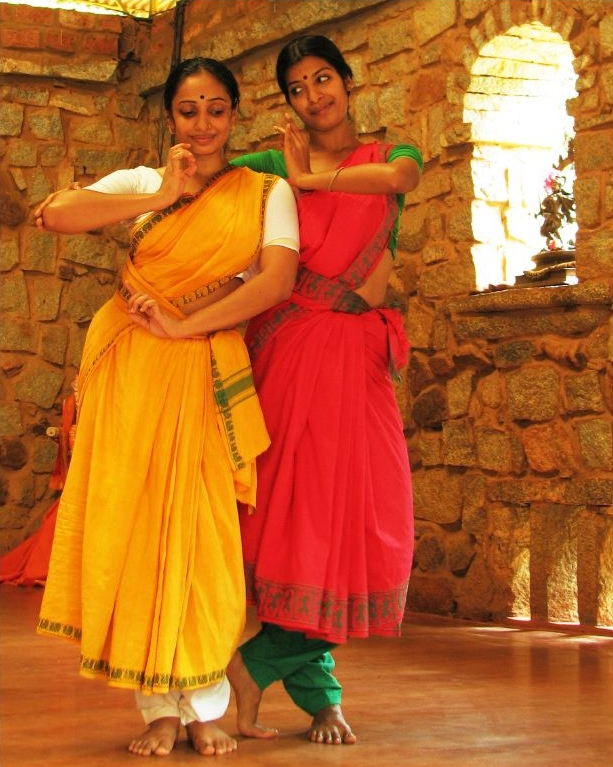
舞者
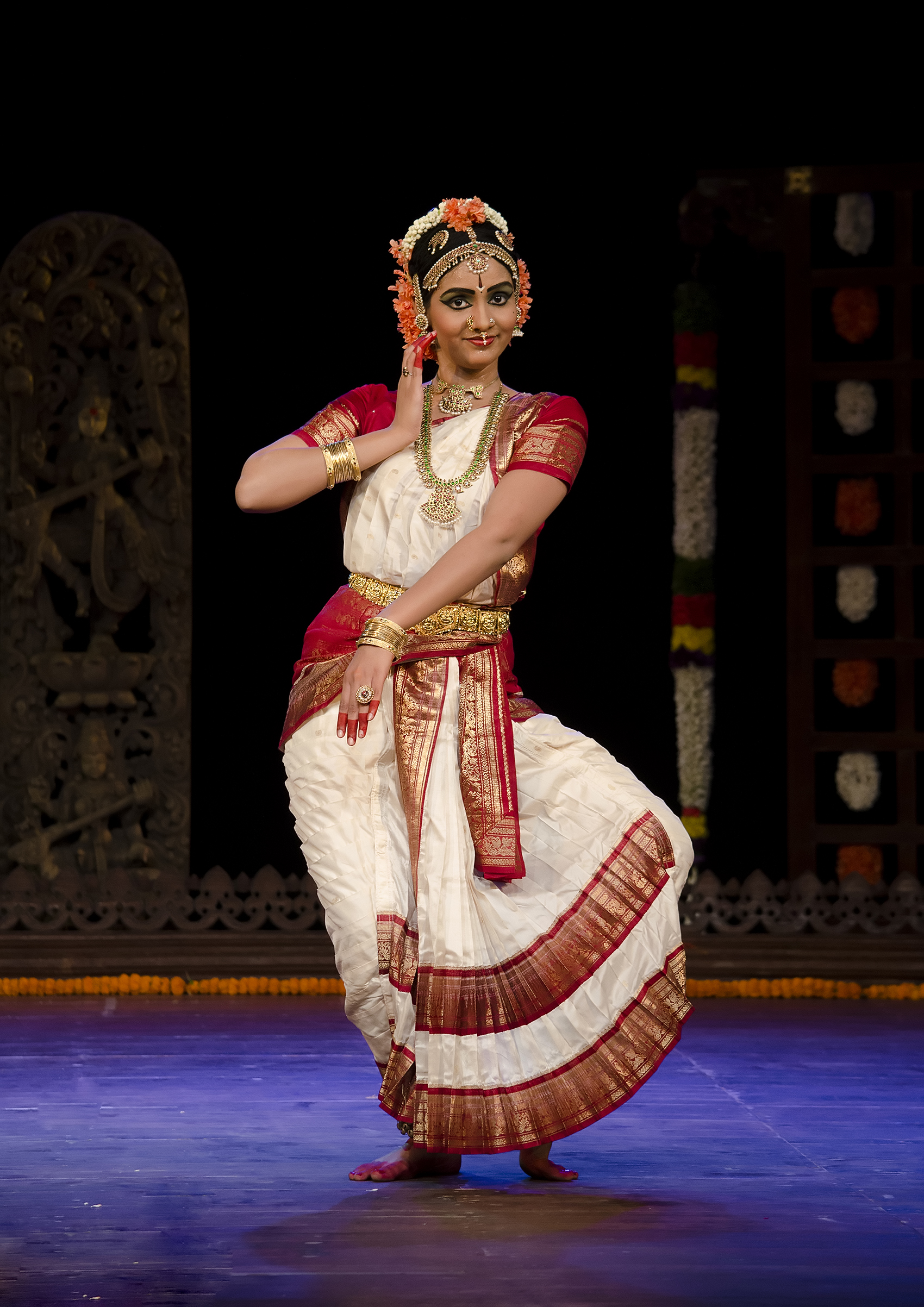
舞者

## 參看
- 南印王國
- 印度東部
- 印度東北部
- 印度西部
- 印度北部